# Étienne-François Gebauer
Étienne-François Gebauer (Versailles, 7 mars 1776 - Paris, 18 octobre 1822) est un flûtiste et compositeur français.

## Biographie
Étienne-François Gebauer naît le 7 mars 1776 à Versailles. 
Fils d’un musicien de régiment allemand, il est le frère de Michel-Joseph Gebauer, François-René Gebauer, Pierre-Paul Gebauer et Jean-Luc Gebauer, tous musiciens et compositeurs,. 
Il commence ses études musicales sous la direction de son frère aîné Michel-Joseph Gebauer puis reçoit en flûte l'enseignement d'Antoine Hugot. Il entre en 1801 à l'orchestre de l'Opéra-Comique comme deuxième flûte, puis devient première flûte en 1813, avant de se retirer en 1822 pour des raisons de santé. Il décède quelques mois plus tard.
Comme compositeur, Gebauer a écrit de nombreuses œuvres, en particulier pour son instrument, la flûte,.

## Œuvres
- 19 œuvres de duos pour 2 flûtes
- plusieurs œuvres de duos pour 2 violons
- sonates pour flûte avec accompagnement de basse, op. 8 et op. 14
- plus de 100 solos détachés pour flûte seule, airs variés, etc
- gamme pour la flûte suivie de 18 airs
- airs variés pour clarinette
- 3 duos faciles, pour flûte et violon, éd. Amadeus
- 12 variations sur Que ne suis-je la fougère ?, pour flûte seule, éd. Billaudot
- Duo concertant op. 16 n° 3, pour clarinette et violon, éd. Breitkopf & Härtel (Musica Rara)
- 3 duos op. 24, pour 2 flûtes, éd. Universal Edition
- 6 duos faciles op. 4, pour 2 flûtes
- 6 duos d'une exécution facile à l'usage des commençants op. 5, pour 2 flûtes
- 6 duos d'une exécution facile à l'usage des commençants op. 6, pour 2 clarinettes
- 6 sonates pour la flûte avec accompagnement de basse op. 8
- 6 duos op. 9, pour flûte et violon
- 3 duos concertants op. 11, pour 2 clarinettes
- 6 duos concertants op. 16, pour clarinette et violon
- 6 duos op. 20, pour 2 flûtes
- 6 duos concertants op. 21, pour 2 flûtes
- 6 duos faciles et brillants op. 24, pour 2 flûtes